# Ken'ichi Fukui
Pour les articles homonymes, voir Fukui (homonymie).
Ken'ichi Fukui (4 octobre 1918 – 9 janvier 1998) est un chimiste japonais. Il est avec Roald Hoffmann l'un des lauréats du prix Nobel de chimie de 1981. Il est également connu comme le premier scientifique asiatique à recevoir un prix Nobel de chimie.

## Biographie
Roald Hoffmann et lui sont colauréats du prix Nobel de chimie de 1981 « pour leurs théories, développées indépendamment, sur les mécanismes des réactions chimiques ». Le travail qui lui a valu le prix Nobel de chimie concerne le rôle des orbitales frontières dans les réactions chimiques.
Il est fait membre étranger de la Royal Society en 1989.

## Recherche

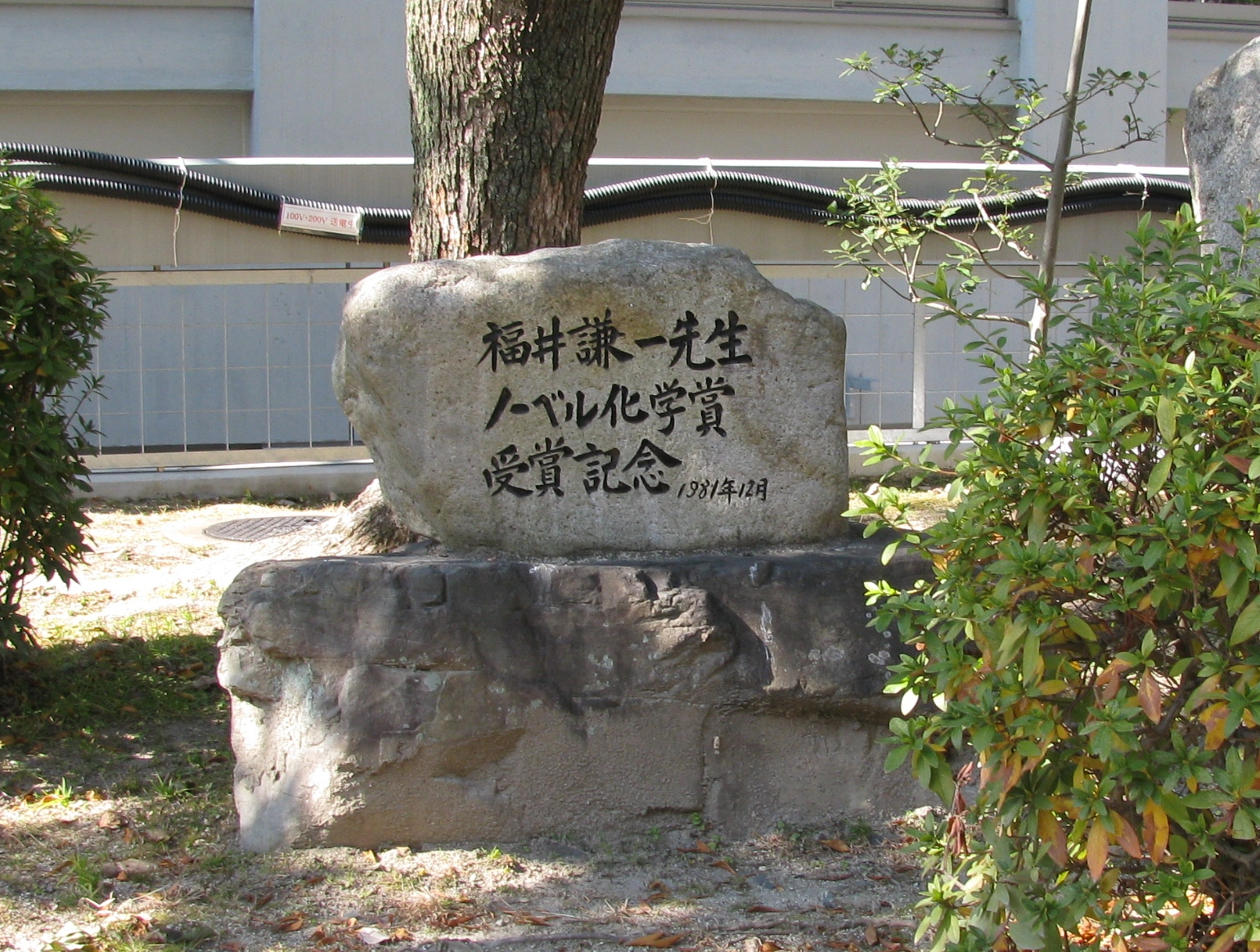
Monument à la mémoire de Ken'ichi Fukui à l'université de Kyoto

Il a été professeur de chimie physique à l'Université de Kyoto de 1951 à 1982, président de l'Université des arts et techniques de Kyoto entre 1982 et 1988 et membre de l'Académie internationale des sciences moléculaires quantiques et membre honoraire de l'Académie internationale des sciences. Il a également été directeur de l'Institute for Fundamental Chemistry de 1988 jusqu'à sa mort. Il a été président de la Société chimique du Japon de 1983 à 1984 et a reçu de nombreux prix en plus de son prix Nobel. La Prix de l'Académie des sciences du Japon en 1962, la personne de mérite culturel en 1981, l'honneur impérial du Grand Cordon de l'Ordre du Soleil levant en 1988, avec de nombreux autres prix pas aussi prestigieux.
En 1952, Fukui et ses jeunes collaborateurs T. Yonezawa et H. Shingu présentèrent sa théorie de la réactivité orbitaire moléculaire dans les hydrocarbures aromatiques, publiée dans le Journal of Chemical Physics. À ce moment-là, son concept n'a pas réussi à attirer l'attention des chimistes. Fukui a observé dans sa conférence de Nobel en 1981 que son papier original a reçu un certain nombre de commentaires controversés. C'était en un sens compréhensible, parce que faute de ma capacité expérientielle, la base théorique de ce résultat remarquable était obscure ou plutôt impropre.
Le concept d'orbitales de frontière a été reconnu après la publication en 1965 par Robert Burns Woodward et Roald Hoffmann des Règles de Woodward–Hoffmann, qui pouvaient prédire les vitesses de réaction entre deux réactifs. Ces règles, illustrées dans des diagrammes, expliquent pourquoi certaines paires réagissent facilement alors que d'autres paires ne réagissent pas. La base de ces règles réside dans les propriétés de symétrie des molécules et en particulier dans la disposition de leurs électrons. Fukui avait reconnu dans sa conférence du prix Nobel: «Ce n'est qu'après l'apparition remarquable du brillant travail de Woodward et Hoffmann que j'ai pris conscience que non seulement la distribution de densité mais aussi la propriété nodale des orbitales particulières ont une signification dans une grande variété de réactions chimiques.
Ce qui a été frappant dans les contributions significatives de Fukui, c'est qu'il a développé ses idées avant que les chimistes aient accès à de grands ordinateurs pour la modélisation. En plus d'explorer la théorie des réactions chimiques, les contributions de Fukui à la chimie incluent également la théorie statistique de la gélification, la synthèse organique par des sels inorganiques et la cinétique de polymérisation.
Dans une interview au magazine New Scientist en 1985, Fukui avait été très critique sur les pratiques adoptées dans les universités et les industries japonaises pour favoriser la science. Il a noté que «les universités japonaises ont un système de chaires qui est une hiérarchie fixe, ce qui a ses avantages quand on essaie de travailler comme laboratoire sur un thème .Mais si vous voulez faire un travail original, vous devez commencer jeune et les jeunes sont limités. Même si les étudiants ne peuvent pas devenir professeurs adjoints à un âge précoce, ils devraient être encouragés à faire un travail original. " Fukui a également réprimandé la recherche industrielle japonaise en déclarant: «L'industrie est plus susceptible de mettre son effort de recherche dans ses activités quotidiennes, il est très difficile pour elle de s'impliquer dans la chimie pure, il faut encourager la recherche à long terme. Je ne connais pas son but et si son application est inconnue. " Dans une autre interview avec The Chemical Intelligencer, il développe sa critique en disant: "Comme on le sait dans le monde entier, le Japon a essayé de rattraper les pays occidentaux depuis le début de ce siècle en important la science d'eux." Le Japon est, dans un sens, relativement nouveau à la science fondamentale en tant que partie de sa société et le manque de capacité d'originalité, et le financement que les pays occidentaux ont plus d'avantages à blesser le pays dans la science fondamentale. Bien que, il a également déclaré qu'il s'améliore au Japon, en particulier le financement de la science fondamentale, car il a connu une augmentation constante depuis des années.